# Kozmikomédia
A Kozmikomédia (La cosmicomiche) Italo Calvino olasz író 12 történetet tartalmazó novellagyűjteménye. Magyarul a Kozmosz Fantasztikus Könyvek sorozatban látott napvilágot 1972-ben.

## Történet
|  | Alább a cselekmény részletei következnek! |

Az egyes novellák alapvető kozmogonikus tételeket illusztrálnak, csöppet sem tudományos, de elképesztően lényegre törő, lényeget láttató módon, fejre állítva magát a tudományos tételt és minden realitást, s ugyanakkor valami belső, ráérző logikával és szuggesztivitással megvilágítva az ember és a kozmosz, a tér és az idő, az egyén és a mindenség örök egységét.
|  | Itt a vége a cselekmény részletezésének! |

## Magyarul
- Kozmikomédia; ford., életrajz Székely Sándor, utószó Károlyházy Frigyes; Egyetemi Ny., Bp., 1972 (Kozmosz fantasztikus könyvek)